# 유리병

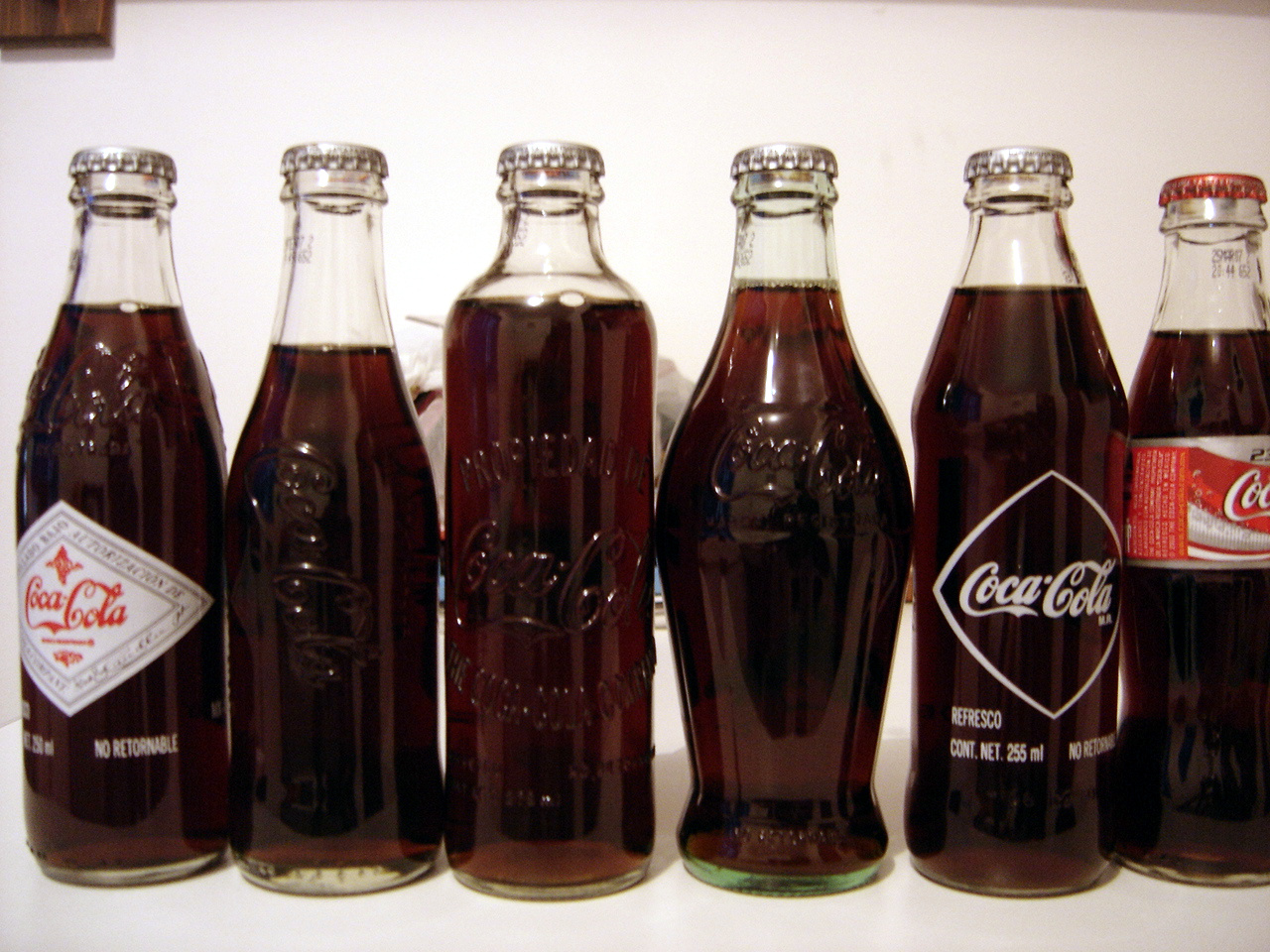
다양한 빈티지 코카콜라 병

유리병(glass bottle)은 유리로 만든 병이다. 유리병은 크기가 상당히 다양할 수 있지만 가장 일반적으로 사용되는 크기는 약 200밀리리터에서 1.5리터 사이이다. 유리병의 일반적인 용도로는 식품 조미료, 탄산음료, 주류, 화장품, 산세 및 방부제가 있다. 그들은 때때로 메모를 비공식적으로 배포하는 데에도 사용된다. 이러한 유형의 병은 실용적이며 상업 산업에서 목적을 달성한다.

## 역사
유리병과 유리항아리는 전 세계적으로 많은 가정에서 발견된다. 최초의 유리병은 기원전 1500년경 메소포타미아에서 생산되었고, 서기 1년경 로마제국에서 생산되었다. 미국의 유리병 및 유리항아리 산업은 1600년대 초 제임스타운 정착민들이 최초의 유리 용해로를 건설하면서 탄생했다. 1903년 자동 유리병 부는 기계의 발명으로 병 제조 공정이 산업화되었다.

## 같이 보기
- 뚜껑
- 원터치 캔
- 유리 생산
- 플라스틱 병